# Galci
Galci, keltsko ljudstvo, ki je od železne dobe do rimskega obdobja prebivalo v Galiji.
Galija je obsegala sedanjo Francijo, Luksemburg, Belgijo, večino Švice in zahodni del Italije ter dele Nizozemske in Nemčije na levem bregu Rena. Večina Galcev je govorila galščino, ki je spadala med kontinentalne keltske jezike in se je po mnenju Julija Cezarja precej razlikovala od akvitanskega in belgijskega jezika.
Galci pod Brenovim poveljstvom so okoli leta 390 pr. n. št. porazili Rimljane. Galska ekspanzija je dosegla višek v 3. stoletju pr. n. št. med galsko invazijo na Balkan  leta  281-279 pr. n. št., ko so galski kolonisti prodrli vse do Male Azije.
Galci so bili nosilci latenske kulture, ki je cvetela od 5. do 1. stoletja pr. n. št.. V 3. stoletju pr. n. št. so se v več valovih začeli širiti proti jugovzhodu. Prodrli so vse do Grčije in kot Galati ustanovili več naselij v severni srednji Mali Aziji.
V 50. letih pr. n. št. je v galskih vojnah  Julij Cezar porazil Galce, ki so se kasneje v rimskem obdobju asimilirali v galsko-romansko kulturo.  Med krizo tretjega stoletja se je Galija za kratek čas osamosvojila kot Galsko cesarstvo. Ustanovil ga je cesar Postum, ki je bil batavijskega porekla. Po njegovem uboju leta 268 je cesarstvo izgubilo večino svojega ozemlja, vendar se je obdržalo. Galijo je ponovno osvojil cesar Avrelijan po bitki pri Châlonsu leta 274.
Po prihodu Frankov med selitvijo narodov v 5. stoletju je galščino zamenjala ljudska latinščina.

## Zgodovina
Galska kultura se je razvila v 1. tisočletju pr. n. št.  iz keltskih kultur. Kultura žarnih grobišč (približno 1300 pr. n. št. - približno 750 pr. n. št.) predstavlja Kelte kot posebno vejo indoevropsko govorečih ljudstev. Širjenje obdelave železa je v 8. stoletju pr. n. št. privedlo do halštatske kulture in približno takrat  lahko začnemo govoriti o Prakeltih. Iz halštatske kulture se je približno v 5. stoletju pr. n. št. razvila latenska kultura. Na Galce, predvsem na Sredozemlju, je začela preko njihovih kolonij plivati grška, feničanska in etruščanska civilizacija
Zaradi poslabšanja klimatskih razmer med nordijsko bronasto dobo so Kelte v 6. in 5. stoletju pr. n. št. napadla plemena, nekateri francoski zgodovinarji jih imenujejo  Kimri, katera so kasneje imenovali Galci. Izvirala so z germansko-keltske meje na Renu in Donavi (Hercinski gozd). Galci pod Brenovim poveljstvom so okoli leta 390 pr. n. št. opustošili Rim. Velika skupina Vzhodnih Galcev se je leta 281 pr. n. št. pojavija v Trakiji in severni Grčiji. Galski poglavar, ki se je tudi imenoval Bren, je po pisanju grških virov na čelu velike velike vojske prodrl vse do Apolonovega templja v Delfih in se zatem zaradi slabih znamenj – neviht in strel – tik pred osvojitvijo obrnil. Rimska legenda o prekletom delfskem zlatu trdi, da je Bren mesto opustošil. Med drugo punsko vojno je imel slavni kartažanski general Hanibal Barka na svojem pohodu v Italijo tudi galske najemnike, ki so se bojevali v več zmagovitih bitkah, med drugimi tudi v bitki pri Kanah. Sredozemski Galci so v 2. stoletju pr. n. št. postali tako močni, da je močna grška kolonija Massilia pozvala na pomoč Rimsko republiko.
Arheologi so na ozemlju Galije odkrili veliko število predrimskih zlatih rudnikov, v Pirenejih jih je bilo najmanj dvesto, ki dokazujejo, da so bili Galci zelo bogati. Njihovo bogastvo dokazujejo tudi najdbe številnih zlatih kovancev in zlatih predmetov. Imeli so zelo razvita utrjena naselja, ki jih je Cezar imenoval oppidium, med njimi Bibracte (pri Autunu v Burgundiji), Gergovio (sedanja vas Gergovie), Avaricum (Bruges), Alesio (Alise-Sainte-Reine pri Dijonu), Bibrax, Manching in druga.  Sodobni arheologi domnevajo, da je bilo ozemlje Galcev precej civilizirano in zelo bogato. Največ stikov so imeli z rimskimi trgovci, predvem Eduji in Helveti, ki so z Rimsko republiko sklenili  stabilno politično zavezništvo. S Sredozemlja so na veliko uvažali vino, kar dokazujejo številne posode za vino, ki so jih odkrili po celi Galiji. Največja in najbolj znana je tista iz Vixa, ki je visoka 1,63 m.
Leta 125 pr. n. št. so v južno Galijo vdrli Rimljani in osvojili ozemlje, ki se je po letu 121. pr. n. št.  imenovalo Narbonska Galija (Gallia Narbonensis). Leta 58 pr. n. št. je Julij Cezar sprožil galske vojne in do leta 51 pr. n. št. osvojil celo Galijo. Galci so bili v tistem času poleg Akvitancev in Belgov najštevilčnejše ljudstvo v Galiji. Cezarjev motiv za napad na Galijo je bil verjetno zlato, s katerim bi poplačal svoje dolgove in podprl svojo politično kariero. Eno in drugo so mu omogočila galska ljudstva, ki so bila v tistem času razdeljena in sprta. Količina v Galiji naropanega zlata je bila tako velika, da je po vojni njegova cena padla za celih 20%. V vojni je umrlo približno milijon Galcev, večinoma civilistov, drug milijon pa so zasužnjili. Po priključitvi Galije k Rimu se je začela razvijati mešana galsko-rimska kultura.

## Socialna struktura
Glavna enota galske družbe je bilo pleme, ki je združevalo družine s krvnim sorodstvom, kar je zagotavljalo brezpogojno solidarnost med pripadniki. Vendar je bila ta "krvna vez" velikokrat samo mitična ali verjetna in prav zaradi pomanjkanja dokazov se je pogosto spreminjala; to je tudi glavna težava pri razumevanju zapletene galske kulture. Julij Cezar je stvar poenostavil tako, da je določil osnovno enoto družbe v skupini, ki je imela svojega poglavarja in svoje bivalno območje. Poseljeno ozemlje je imenoval "pagus" (iz besede pagus je nastala francoska beseda pays – regija), na njem bivajočo družino pa "civitas". Večja enota od civitas je bilo pleme, katerih Cezar našteva kar 90 samo na področju današnje Francije .  Administrativno grupiranje so Rimljani uvedli po svojem sistemu lokalne uprave. Civitates so kasneje postale osnova  za delitev Francije na cerkvene nadškofije in škofije. Delitev je ostala skoraj nespremenjena vse do francoske revolucije.
Galsko ljudstvo se je v glavnem delilo na tri razrede: vojščake, svobodnjake (obrtnike, kmete, trgovce) in svečenike. Poleg teh je bil še razred nesposobnih ali prizadetih oseb, ki jim ni uspelo, da bi se samostojno preživljaji, zato so bili služabniki ali sužnji skupnosti. Vsaka družina je imela svojega poglavarja in svojega svečenika – druida. Poglavar je nosil naziv kralj, se pravi rix kot sufiksno pripono lastnemu imenu (Na primer Vercingetoriks sestoji iz vercingeto, veliki bojevnik, plus rix, kralj/poglavar.) , vendar ni bil glavna oblast v skupnosti. Odločilno vlogo je imel druid, ki ni bil samo svečenik v verskem pogledu, temveč edini učitelj in svetovalec, pa tudi sodnik in zdravilec. Prva njegova dolžnost je bila vzgajati poglavarja in mu svetovati. Arheološke najdbe tekstov v galskem jeziku so skoraj izključno magične formule in prekletstva, koledarji ter nekaj nagrobnih napisov, zato je verjetno, da so samo druidi uporabljali pisavo, sprva grško in pozneje latinsko. Vse znanje se je prenašalo po ustnem izročilu in druid je imel dolžnost, da si zapomne ne samo potek vseh liturgičnih obredov, temveč predvsem zgodovino svojega plemena in razvoj njegove kulture preko plesov in poezije. Posebno poezija je bila visoko cenjena in zaščitena z obredno tajnostjo, zato se ni smela predstavljati s pisavo, ki je bila uporabna le za praktične namene. Zaradi svojega važnega poklica je bil druid oproščen plačevanja davkov in bojevanja. Bil je pa dolžan, da se redno sestaja in sporazumeva z druidi ostalih družin in plemen, kar mu je zagotavljalo tudi odločilno besedo pri meddružinskih sporih in pogajanjih, saj je bil praktično edina oseba seznanjena z dejstvi.
Čeprav so bila plemena dokaj stabilne politične skupnosti, so bi Galci kot celota politično  razdeljeni in med njimi ni bilo skoraj nobene enotnosti. Povezovala so se samo v izjemnih časih, na primer pod Vercingetoriksom med Cezarjevo invazijo na Galijo, pa še takarat so bile v zvezi jasno  vidne različne stranke. 
Rimljani so Galijo v grobem razdelili na Provincio, osvojeno ozemlje ob Sredozemskem morju,  in svobodno Gallio Comato (svobodna Galija ali gozdnata Galija). Cezar je prebivalce Gallie Comate v grobem delil na tri skupine: Akvitance, Galce, ki so svoj jezik imenovali keltski, in Belge. Njegova delitev je bila torej jezikovna in je temeljila na narečjih galskega jezika. Akvitanci so bili verjetno Vaskoni, ki naj bi bili predniki Baskov, Belgi, ki so jih sicer prištevali med galska plemena, pa so imeli veliko germanskih značilnosti.
Julij Cezar v svojih Commentarii de Bello Gallico (Komentarjih galskih vojn) piše:
Galci so razdeljeni v tri skupine: prvi so Belgi, drugi Akvitanci tretji pa Galci, ki svoj jezik imenujejo keltski.
Med seboj se razlikujejo po jeziku, običajih in zakonih.
Galce od Akvitancev ločuje reka Garonne, od Belgov pa reki Marna in  Sena.
Najbolj pogumni od vseh so Belgi, ker so najbolj oddaljeni od civilizacije in uglajenosti (naše) Province in jih manj pogosto obiskujejo (naši) trgovci, ki prodajajo stvari za pomehkuženje duha. Poleg tega so najbližji Germanom, ki prebivajo onkraj Rena in se z njimi neprestano vojskujejo. Helveti zato po pogumu prekašajo druge Galce, saj Germane v skoraj vsakodnevnih spopadih ali preženejo s svojega ozemlja ali pa sami vdirajo preko meje na njihovo ozemlje. Ozemlje plemen, ki se imenujejo Galci, se začne na reki Rhone. Omejeno je z rekami Garonne, Atlantskim oceanom, in ozemljem Belgov. Ne reki Ren mejijo tudi na Sekvane in Helvete.
Belgi živijo od skrajne meje Galije proti  spodnjem toku Rena in gledajo proti severu in proti vzhajajočemu Soncu.
Akvitanija sega od Garonne do Pirenejev in dela Atlantika (Biskajski zaliv), ki je blizu Španije in gleda od zahajajočega sonca do zvezde severnice.

## Jezik
Galščina je izumrl keltski jezik, ki so govorili na ozemlju današnje Francije (z izjemo Akvitanije), Belgije, zahodne Nemčije in severnoitalijanskega nižavja. Po rimski zasedbi omenjenih ozemelj je  galščino postopoma zamenjala ljudska latinščina. Julij Cezar v Galskih vojnah pravi, da se v Galiji poleg galščine govorita tudi akvitanščina in belgijščina. V Transalpski Galiji, ki je bila v Cezarjevem času rimska provinca, se je najmanj stoletje pred tem govorila latinščina. Galščina je skupaj s keltiberščino, lepontščino in galatščino parafiletsko spadala med kontinentalne keltske jezike. Lepontščina in galatščina se včasih obravnavata kot narečji galščine. Galščina je spadala med  p-keltske jezike in se je podobno kot lepontščina in cisalpska galščina govorila še pred prihodom galskih plemen v 6. stoletju pr. n. št..

## Vera
Galci so prakticirali obliko animizma, ki je jezerom, vodnim tokovom, goram in drugim naravnim pojavom pripisovala človeške lastnosti in jim podelila nadnaraven polbožanski položaj. Pogosto je bilo tudi čaščenje živali. Najsvetejša žival je bila divji prašič, ki se, podobno kot rimski orel, pogosto pojavlja na galskih bojnih praporih.
Najvažnejši tekst o galski veri je Cezarjevo delo De bello Gallico (VI, 16 in 17), kjer se avtor trudi prikazati galske bogove na razumljiv način, se pravi, podobne rimskim bogovom. Zaradi tega so se ohranila imena galskih božanstev večkrat bolj v latinski obliki kot pa v originalu. To velja na primer za prednika vseh galskih bogov in začetnika stvarstva, očeta vseh Galcev, za katerega se je ohranilo samo rimsko ime Dis Pater, ki je pa le eno od imen boga Plutona. Ni znano, kako so ga Galci imenovali in častili. Prav tako površen (ali pristranski) je opis ostalih božanstev in verskih navad. Glavno božanstvo Galcev je bil Lug, bog luči, zavetnik plemena, pokrovitelj umetnosti in trgovine ter najvišji vojskovodja. Ščitil je duhovščino (druide), vojščake in popotnike. Cezar ga prispodablja rimskemu bogu Merkurju verjetno prav zaradi zaščite popotnikov in trgovcev. Najbolj čaščena oblika boga Luga je bil Tevtat (Toutatis), bog vojne in bogastva, ki ga Cezar primerja z bogom Marsom. Druga oblika boga luči je bil Belanu, zavetnik zdravja in znanilec pomladi, ki se primerja z Apolonom. Taranisa, boga groma, Cezar prispodablja Jupitru. Belisamo, boginjo ognja in umetnosti, imenuje Minerva. Kar se tiče verskih navad, Cezar omenja na primer obredno žrtvovanje oseb, bodisi obsojencev kot prostovoljcev, za pridobitev božje naklonjenosti, a ostalih obredov ne upošteva, ker so bili za rimsko miselnost nepomembni. Zaradi te "romanizacije" v edinem verodostojnem tekstu tiste dobe, je še danes verovanje Galcev podcenjeno in v veliki meri neraziskano.
Najbolj zanimiv pojav v galski verski praksi so bili verjetno druidi. Njihov nastanek ni povsem jasen, vsekakor pa so silno čuvali skrivnosti svojega reda in vladali galskim ljudstvom. Pripisali so si  pravico odločanja o vojni in miru in so zato imeli "mednarodni" pomen. Poleg tega, da so bdeli nad vero preprostih Galcev, so bili zadolženi za izobraževanje aristoktatov. Prakticirali so obliko izobčenja iz skupnosti vernikov, ki  je v antični Galiji pomenilo tudi izločitev iz posvetne skupnosti.

## Seznam galskih plemen
Rim je po popolni zasedbi Galije večino plemen preoblikoval v civitates in začrtal zemljevid rimskih provinc. Delitev, ki jo je kasneje prevzela tudi Cerkev, se je v francoskih škofijah v skoraj nespremenjeni obliki ohranila do francoske revolucije.
| Pleme              | Glavno mesto                         |
| ------------------ | ------------------------------------ |
| Edui               | Bibracte, sedanji Autun v Burgundiji |
| Alobrogi           | Vienne                               |
| Ambari             | ob sotočju rek Rone in Saone         |
| Ambijani           | Amiens                               |
| Andekavi           | Angers                               |
| Akvitani           | Bordeaux                             |
| Atrebati           | Arras                                |
| Arverni            | Gergovia (La Roche-Blanche)          |
| Bajokasi           | Bayeux                               |
| Belgi              | Gallia Belgica                       |
| Boji               | Boui pri Entrainu                    |
| Boji Boati         | Boates (La Tête de Buch)             |
| Boji               | Bologna                              |
| Belovaki           | Beauvais                             |
| Biturigi           | Bourges                              |
| Branoviki          | pri Mâconu (?)                       |
| Kadurci            | Issoudun (Uxellodunum)               |
| Karnuti            | Chartres                             |
| Katalavni          | Châlons-en-Champagne                 |
| Katurigi           | Chorges                              |
| Cisalpski Kenomani | Brescia                              |
| Kenomani           | Le Mans                              |
| Kevtroni           | Moûtiers                             |
| Kuriosoliti        | Corseul                              |
| Diablinti          | Jublains                             |
| Eburoni            | Tongeren                             |
| Eburoviski         | Évreux                               |
| Helveti            | La Tène                              |
| Insubri            | Milano                               |
| Lemoviski          | Limoges                              |
| Leksovi            | Lisieux                              |
| Lingoni            | Langres                              |
| Mediomatriki       | Metz                                 |
| Meduli             | Médoc                                |
| Meduli             | Vienne                               |
| Menapijci          | Cassel, Francija                     |
| Morini             | Boulogne-sur-Mer                     |
| Namneti            | Nantes                               |
| Nervi              | Bavay                                |
| Orobi              | Bergamo                              |
| Osismi             | Carhaix                              |
| Parizi             | Pariz                                |
| Petrokori          | Périgueux                            |
| Piktoni            | Poitiers                             |
| Ravriki            | Kaiseraugst (Augusta Raurica)        |
| Redoni             | Rennes                               |
| Remi               | Reims                                |
| Ruteni             | Rodez                                |
| Salasi             | Aosta                                |
| Santoni            | Saintes                              |
| Senoni             | Sens                                 |
| Sekvani            | Besançon                             |
| Svesijoni          | Soissons                             |
| Tigurini           | Yverdon                              |
| Tolosati           | Toulouse                             |
| Treveri            | Trier                                |
| Tungri             | Tongeren                             |
| Turoni             | Tours                                |
| Uneli              | Coutances                            |
| Vangioni           | Worms                                |
| Veliokasi          | Rouen                                |
| Velavi             | Ruessium                             |
| Galski Veneti      | Vannes                               |
| Vidukasi           | Vieux                                |
| Vindeliki          | Augusta Vindelicorum                 |
| Vokonti            | Vaison-la-Romaine                    |
| Volki              | Languedoc                            |